# George Pitt (1663-1735)
Pour les articles homonymes, voir George Pitt.
George Pitt (c. 1663-1735), de Strathfieldsaye, dans le Hampshire, est un propriétaire foncier et un homme politique conservateur britannique, qui siège à la Chambre des communes entre 1694 et 1727.

## Jeunesse

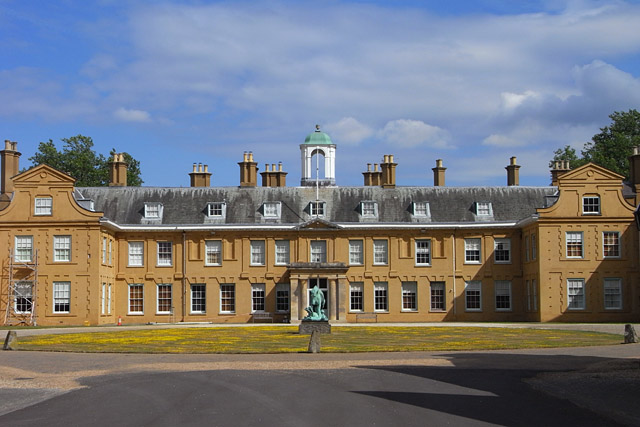
Statfield Saye House

Il est le fils aîné de George Pitt de Strathfieldsaye et de son épouse Jane Savage, fille aînée de John Savage (2e comte Rivers). Il s'inscrit au Wadham College d'Oxford le 26 mars 1680, à l'âge de 16 ans. Il épouse le 14 mars 1691, Lucy Lowe, veuve de Laurence Lowe de Shaftesbury et fille de Thomas Pile de Baverstock, Wiltshire et Shroton, Dorset et le mariage conduit à l’acquisition pour son fils des domaines du Dorset de Thomas Freke. Il succède à son père en 1694 et hérite d'une richesse foncière estimée entre 10 000 et 12 000 £ par an, dont Strathfieldsaye, les domaines du prieuré de Wareham, avec le droit de nomination de trois des églises de la ville et une forte influence électorale, des mines de charbon dans le nord de Durham, que son père a acquises en 1686.
En 1692, il est impliqué dans une querelle dans une taverne, dans laquelle, « rentrant avec vin et loyauté », il tue un John Hoyle de Inner Temple, personnage controversé décrit par un contemporain comme « athée, sodomite et un blasphémateur ». Le jeune Pitt a été offensé par ses références « sournoises » à la monarchie. Pitt fuit les lieux mais est rapidement arrêté et condamné pour homicide involontaire plus tard dans l'année. Même s’il obtient une grâce presque immédiate, il est encore possible d’organiser un nouveau procès en 1696. Pitt tarde à faire sentir sa présence à la Chambre des communes et évite de faire face à des compétitions électorales.
La femme de Pitt meurt le 17 novembre 1697 et il se remarie en 1700 à Lora Grey, fille d'Audley Grey de Kingston Marwood à Stinsford dans le Dorset, qui lui apporte encore plus de biens dans le Dorset. Pendant de nombreuses années, il est étroitement associé à son parent, le gouverneur Thomas Pitt, qui lui confie l'autorité «paternelle» sur ses enfants en 1706 et la garde du célèbre diamant Pitt en 1710.

## Carrière politique
Il est élu député de Stockbridge lors d'une élection partielle le 23 novembre 1694. Il prospecte à Wareham aux élections générales de 1695, mais n’a peut-être pas participé au scrutin. Il parvient à un accord avec Thomas Erle, l'autre protecteur de Wareham, pour ne pas s'opposer mutuellement. En 1698, il est élu député de Wareham. Il est réélu à Wareham aux deux élections générales de 1701 et est inscrit sur la liste des conservateurs par Robert Harley. Le 26 février 1702, il vote en faveur de la motion entamant les procédures des Communes contre les mises en accusation des ministres whig évincés. En 1702, il devient Freeman à Portsmouth et devient député conservateur du Hampshire aux Élections générales anglaises de 1702, date à laquelle il est également réélu à Wareham. À partir de ce Parlement, le nom de M. Pitt apparaît fréquemment dans le compte rendu parlementaire, mais à ce moment-là, il y a plusieurs membres de la famille Pitt au Parlement et les attributions sont spéculatives. Lors de l'élection générale anglaise de 1705, il évite un scrutin dans le Hampshire et est réélu à Wareham, où il remplace un whig, Sir Edward Ernle (3e baronnet) (en). Le 25 octobre 1705, il vote contre le candidat à la Cour pour la présidence, en faveur du candidat conservateur William Bromley. Il est réélu comme député de Wareham en 1708 et vote contre la mise en accusation d'Henry Sacheverell en 1710.
Il devient homme libre de Southampton en 1710 et aux élections générales britanniques de 1710, il se sent confiant pour représenter le Hampshire et est réélu en tête du scrutin. Le 25 novembre 1710, il appuie la motion proposant la nomination de son ami William Bromley à la présidence. En décembre 1710, il propose l'appropriation de la totalité du produit de la taxe foncière au soutien de la marine, mais cette idée est rejetée par la Cour et les Whigs. Pitt figure sur la liste des « dignes patriotes » qui ont dénoncé la mauvaise gestion du ministère précédent et est membre du club d'octobre. En décembre 1711, il ne se joint pas au "gouverneur" Pitt pour voter avec les whigs dans la crise de la paix. Il participe à la création de la Compagnie de la mer du Sud, dont il devient administrateur de 1711 à 1718 et commissaire aux souscriptions à la société en 1711. En avril suivant, il est l'un des dirigeants du March Club, présidant une réunion anticipée du club. Avec le reste de la famille, il s’oppose au projet de loi sur le commerce français le 18 juin 1713. Aux Élections générales britanniques de 1713, il se représente de nouveau à Wareham, où il est réélu. Le 18 mars 1714, il vote contre l'expulsion de Richard Steele. Il est classé dans la catégorie des "whigs fantaisistes" de ce Parlement.
Lors des élections générales britanniques de 1715, il est réélu pour Wareham et le Hampshire et choisit de siéger pour le Hampshire, laissant Wareham pour son fils George Pitt (mort en 1745) (en). En tant que conservateur, il vote contre l'administration dans toutes les scrutins enregistrées et refuse de signer l'association loyale en décembre 1715. En 1716, il est commissaire chargé de la construction de 50 nouvelles églises. Robert Pitt le présente à Old Sarum lors d'une élection partielle le 30 mai 1726 et ne se présente plus lors des élections générales britanniques de 1727.
Il décède le 28 février 1735 et est enterré à Stinsford dans le Dorset. Il a quatre fils et cinq filles par son deuxième mariage. Son fils George hérite de Strathfieldsaye.